# Kohei Ueda
Kohei Ueda (上田 航平 Ueda Kohei?, 26 de junio de 1998, Kanagawa) es un futbolista japonés que juega como defensa.
En 2017, Ueda se unió al YSCC Yokohama de la J3 League.

## Trayectoria

### Clubes
| Club          | País  | Año         |
| ------------- | ----- | ----------- |
| YSCC Yokohama | Japón | 2017 - 2020 |

## Estadística de carrera

### J. League
| Club          | Año   | J. League | J. League | Copa J. League | Copa J. League | Total | Total |
| Club          | Año   | Part.     | Goles     | Part.          | Goles          | Part. | Goles |
| ------------- | ----- | --------- | --------- | -------------- | -------------- | ----- | ----- |
| YSCC Yokohama | 2017  | 0         | 0         | -              | -              | 0     | 0     |
| YSCC Yokohama | 2018  | 0         | 0         | -              | -              | 0     | 0     |
| YSCC Yokohama | 2019  | 1         | 0         | -              | -              | 1     | 0     |
| Total         | Total | 1         | 0         | 0              | 0              | 1     | 0     |